# Sunnanäng, Leksands socken
Sunnanäng är en by i Leksands socken i Leksands kommun. Den är belägen mellan Leksand och Tällberg vid Siljans strand.
Under 1500-talet räknades byn som en del av Hjortnäs, vilken är grannby i norr. I början av 1920-talet fanns 13 gårdar i byn, samt en smides- och snickarverkstad vid landsvägen.
Förleden i namnet Sunnanäng betyder troligen ’söder om' medan efterleden äng syftar på ängsmarker söder om Hjortnäs dåvarande byläge. Söder om dessa ängsmarker byggdes gården Sunnanäng, ursprunget till den nuvarande byn.